# 4529 Webern
4529 Webern (1984 ED) là một tiểu hành tinh vành đai chính được phát hiện ngày 1 tháng 3 năm 1984 bởi E. Bowell ở Flagstaff.